# Iset (sacerdotisa)
| N14 · t | R8 | st | t · H8 | B1 | M2 |

| N14 · t | R8 | st | t · H8 | B1 | M2 |

Iset (Aset, Isis) fue una antigua princesa egipcia y la esposa del dios Amón durante la XX Dinastía.
Iset era hija del faraón Ramsés VI y su gran esposa real Nubkhesbed, y una hermana del faraón Ramsés VII.  
Ella fue la primera en tener los títulos revividos de Esposa del dios Amón y Divina Adoratriz de Amón, los cuales habían sido de gran importancia a principios de la dinastía XVIII pero cayeron en desuso más tarde. Desde su momento, la posición de la Esposa de Dios se hizo cada vez más influyente, alcanzando la cima de su poder durante el Tercer Período Intermedio. Iset fue probablemente la primera esposa del Dios Amón en vivir en el celibato (las titulares anteriores eran reinas, generalmente grandes esposas reales). 
Está representada en una estela en Coptos (hoy en el Museo de Mánchester, inv. No. 1781). Su instalación como la esposa de Dios se muestra en un bloque de Dra 'Abu el-Naga'. Su nombre está escrito en un cartucho junto con el título Divina Adoratriz.